# Teukkajärvi (Gällivare socken, Lappland)
Teukkajärvi är en sjö i Gällivare kommun i Lappland och ingår i Kalixälvens huvudavrinningsområde. Sjön har en area på 0,33 kvadratkilometer och ligger 379 meter över havet. Sjön avvattnas av vattendraget Harrijoki.

## Delavrinningsområde
Teukkajärvi ingår i det delavrinningsområde (749158-173794) som SMHI kallar för Utloppet av Teukkajärvi. Medelhöjden är 388 meter över havet och ytan är 1,36 kvadratkilometer. Räknas de 4 avrinningsområdena uppströms in blir den ackumulerade arean 3,81 kvadratkilometer. Harrijoki som avvattnar avrinningsområdet har biflödesordning 4, vilket innebär att vattnet flödar genom totalt 4 vattendrag innan det når havet efter 229 kilometer. Avrinningsområdet består mestadels av skog (75 procent). Avrinningsområdet har 0,33 kvadratkilometer vattenytor vilket ger det en sjöprocent på 24,4 procent.